# General Belgrano (Buenos Aires)
General Belgrano es una ciudad de la provincia de Buenos Aires, Argentina, cabecera del partido homónimo.
La atraviesan las rutas provinciales RP 41 y la RP 29, a través de esta última se accede a la ciudad de Buenos Aires, que se encuentra a 162 km de distancia.

## Población
Cuenta con 20 791 habitantes (Indec, 2022), lo que representa un incremento del 35,1% frente a los 15 394 habitantes (Indec, 2010) del censo anterior.
| Gráfica de evolución demográfica de General Belgrano entre 1895 y 2010 |
|                                                                        |
| Fuentes: INDEC                                                         |

## Toponimia
Es en homenaje al prócer general y Dr. Manuel Belgrano.

## Historia

### Orígenes del Partido
En el transcurso de los años 1868-1869, toda la extensión de lo que hoy es partido de General Belgrano eran campos fértiles, que pertenecían a grandes hacendados que fueron adquiriendo las tierras a don Juan Manuel de Rosas, como es el caso de Bautista Bonemennt y Pascual Pereda. Formaban parte del Partido de Las Flores. Al poco tiempo, la compañía británica del Ferrocarril del Sud solicita al Gobierno Nacional la concesión para el tendido de rieles desde Buenos Aires hacia el sur, ramificándose en Altamirano para llegar a Azul, lo cual es concedido y origina de cierta forma la organización de este pequeño caserío. Una mole de acero surcaba las pampas casi desérticas, los pobladores que habían asentado sus poblaciones a orillas de las dos cintas de plata esperaban dicha pasada para saludarle a su paso y poner sus relojes en hora, ya que la rigurosidad del ferrocarril en sus horarios era implacable. Avanzaba la construcción de viviendas y las estancias surgían por doquier.
Con todos estos acontecimientos aparece una gran cantidad de obreros diferentes, especializados para la colocación de rieles y construcción de la Estación. Se creó un galpón para mercaderías y otro para equipajes, además de una colonia para el personal estable y de tránsito. Este ramal inauguraba las vías de acero y tenía durmientes de hierro forjado, que eran consideradas de primera clase. Para cruzar el Río Salado, a la altura de Villanueva, se debió construir un puente en varios tramos, que fue el primero en cruzar este río.
Con la creación de la estación Salado, el 19 de mayo de 1871,  se deja oficialmente inaugurado el tramo Constitución - Salado, y a su vez se fue congregando en sus alrededores un núcleo poblacional, que dio origen al pueblo, que también se denominó "Salado". Para el año 1882, se registran una gran cantidad de familias, que en su mayoría, son de origen extranjero, en mayor medida italianos y españoles. Algunos eran artesanos, otros comerciantes y trabajadores rurales. Estas familias estaban expuestas diariamente a múltiples inconvenientes. Uno de los mayores problemas que experimentaban era la realización de trámites administrativos ya que tenían que movilizarse hasta Las Flores, a 60 km de distancia. Este conflicto fue resuelto cuando los pobladores se dirigieron al Superior Gobierno haciéndoles conocer todo lo que ocurría en la zona. El 21 de septiembre de 1883, el agrimensor Mariano Iparraguirre establece las dos leguas cuadradas inmediatas a la estación Salado con mayor calidad para establecer un pueblo. Ubicadas las mismas, indica los terrenos a expropiar y levanta el "Proyecto deTraza" para dicho pueblo. A la vez, una comisión de vecinos les solicitaba reiteradas veces la creación de un Partido para esta población, que ya contaba con grandes comercios de ramos generales, artesanos y grandes establecimientos ganaderos. Quedaba demostrado que el potencial económico que esta comunidad manejaba, les hacía aspirar a ser un partido.

### Primeras autoridades
El 1 de enero de 1892 los concejales electos decidieron reunirse con el objetivo de elegir a un intendente. El presidente de dicha reunión, por ser el miembro con mayor edad, fue Joaquín Ochoa. Por unanimidad fue elegido por primer intendente José Ferrer quien asumió en el mismo acto.
Las primeras autoridades municipales fueron: ·
- Intendente: José Ferrer.
- Presidente del Concejo Deliberante: Juan F. Pérez.
- Vicepresidente: Joaquín Ochoa.
- Tesorero: Inocencio San Martín.
- Vocal: Pedro Arcondo.
- Vocal suplente: Manuel Carpinetti.
- Secretario interino: Carlos L. Filgueira.

### Sociedad Española de Socorros Mutuos
En 1892, un reducido núcleo de españoles, sin más recursos que su entusiasmo y el noble propósito de ayudar y proteger al compatriota, fundaron la Asociación Española de Socorros Mutuos el 17 de enero de 1892. La primera comisión directiva estaba conformada por:
- Presidente: Sr. Antonio Pomares
- Vicepresidente: SR. Silverio Sisniega
- Tesorero: Sr. Carlos Bao
- Secretario: Sr. Esteban Escandón
- Subsecretario: Sr. Ricardo Zalazar
- Vocales: Sres. Eduardo Ruiz Escobar; Leandro Lozano; Manuel Verdeja; Benito Martínez; Teodoro Álvarez y Manuel Arrese.
- Vocales delegados: Sres. Julián Bustillo, Enrique Borracer; Eulogio Hurtado; José López Domínguez y José Austenechi.
- Socios honorarios: María E. de Pomares, José María Maggi, Enrique Castagna y Francisco Chiriff.

Los estatutos se aprobaron el 29 de abril de 1894, siendo moficados en el año 1897.

El 16 de julio de 1900, a proposición del presidente Don Manuel Ortiz, es comprado el terreno que ocupara el Prado Español, al Sr. Esteban Soloeta, en la suma de $2.000. Con fecha 29, 30 31 de diciembre de 1900 y 1 de enero de 1901, se 

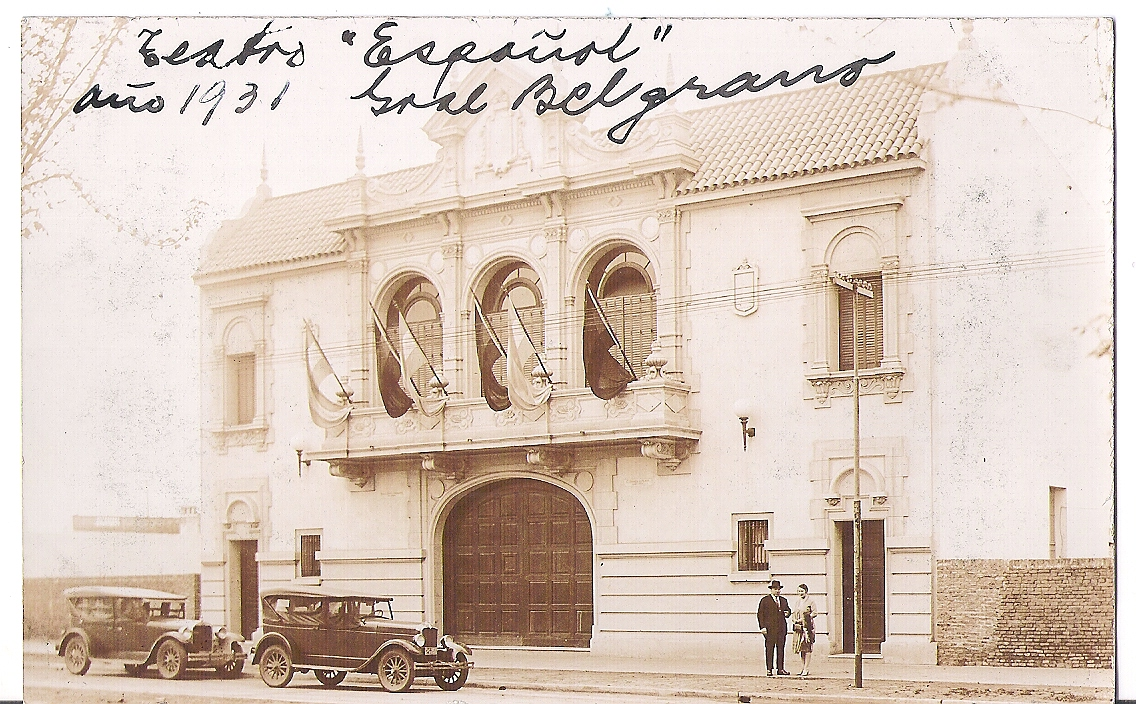
Cine Teatro Español de la ciudad de General Belgrano

inaugura este predio y la construcción anexa de una confitería y salón de baile. Allí se desarrollarían las Romerías españolas, fiestas características de esta colectividad.
El trabajo y la pertinaz voluntad de estas comisiones de hacer cosas, dan sus frutos y en el año 1910, libran al servicio de sus asociados una obra de sentida necesidad y cuya construcción esperaban sus miembros: el Panteón en el Cementerio local. Los españoles habían alcanzado uno de sus más caros anhelos, un lugar seguro para el descanso eterno.
Desde 1910 hasta 1927, las comisiones no se destacaron, entre otras cosas, perfeccionaron el mutualismo que era la forma maá decorosa y también la más cristiana de socorrer al compañero enfermo o desvalido, se mejoró la prestación asistencial y farmacéutica a sus asociados.

### Sociedad Italiana de Socorros Mutuos y Beneficencia
La Sociedad Italiana, tiene el mérito de ser la institución que perdura a través del tiempo y que fuera fundada antes de la creación del Partido. Este detalle nos está hablando de la cantidad de italianos que se habían radicado en "Salado". La preocupación de ellos era la unión de todas las familias italianas, para que en una amalgama de sentimientos en común se hiciera más llevadera la pena del alejamiento de la tierra que los vio nacer y el recuerdo de los seres vivos queridos que habían quedado en el solar nativo. Para lograr estos fines, se efectuó la reunión en la casa particular de Don Antonio Giura, con fecha 7 de junio de 1890 crearon una sociedad, y quedó en principio constituida la comisión de esta manera:
La fundación oficial, data del 20 de septiembre de 1891. Para una mayor claridad, nada mejor que transcribir su artículo 3.º que dice así: "Esta sociedad tiene por base el mutuo socorro, patriotismo, la moral y el progreso y tiende a unir a todos los italianos residentes en este partido, como una sola familia y promover la moralidad y el bienestar de todos; subsidiar los socios enfermos; procurar, cuando los fondos lo permitan, los medios de instrucción y en caso de muerte tributar los honores fúnebres; mantener y buscar de extender los brazos de confraternidad con las demás sociedades del mismo género, establecidas en la República Argentina".
El actual edificio fue construido en el año 1923 y es de estilo neoclásico italiano. Fue inaugurado el 8 de julio de 1923 con una gran fiesta. 

### Primera Capilla

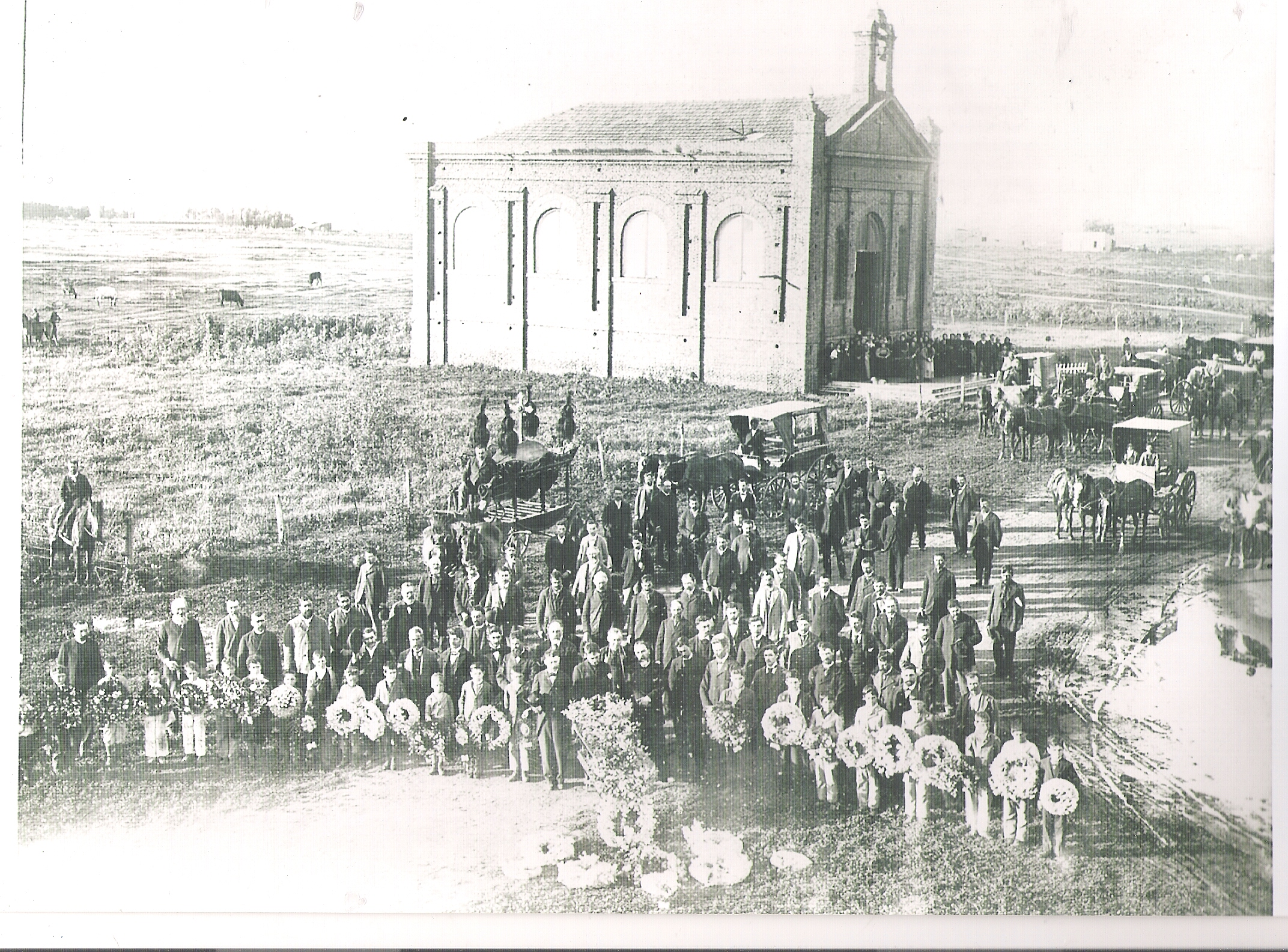
La primera capilla de El Salado, a comienzos del.

El pequeño poblado fundacional iba creciendo en los alrededores de la estación “El Salado” del Ferrocarril del Sud y a medida que crecía aparecían nuevas necesidades, por ejemplo oír misa los domingos. Sus habitantes mayormente católicos tenían la necesidad de tener una capilla. Hubo muchos vecinos que brindaron lo necesario a través de donaciones. Una mujer llamada María Amestoy de Ochoa donó muy generosamente una manzana de su propiedad y dos lotes más, que se utilizaron para hacer una plaza pública, la capilla y a su lado una escuela. La incipiente comisión de vecinos eleva una nota al arzobispado de Buenos Aires, solicitando la autorización para construir la capilla en el terreno donado, acompañada con el plano de la institución. La comisión formada a efecto, luego de realizar colectas y recibir donaciones, previa autorización del Arzobispado, en el año 1883, inaugura la primera capilla frente a la plaza principal. El 12 de marzo de 1885 fue habilitada. Esta empezó siendo atendida por el cura párroco de Las Flores, Pbt. Agustín de las Casas.

### Revolución Radical de 1933
El 9 de enero de 1933 la Unión Cívica Radical organiza un levantamiento contra el fraude y la persecución llevada adelante por el gobierno del General Agustín P. Justo. Por motivos desconocidos el levantamiento se suspende pero esa orden no llega a General Belgrano. La mañana del 9 de enero los radicales de la ciudad se levantan en armas contra el régimen, tomando distintos edificios públicos de la ciudad como la comisaría , la oficina de correos y la oficina del telégrafo. Inmediatamente el ejército es enviado por el gobierno nacional a normalizar la situación. Los revolucionarios se defienden como pueden y son vencidos. Muchos cayeron presos y fueron torturados en las cárceles, otros marchan al exilio y algunos viven clandestinamente ayudados por los vecinos, escondidos en lugares insólitos como maizales y pozos de aljibes. La persecución duró varios días habiendo muertos en el bando radical.

### El «Pueblazo»

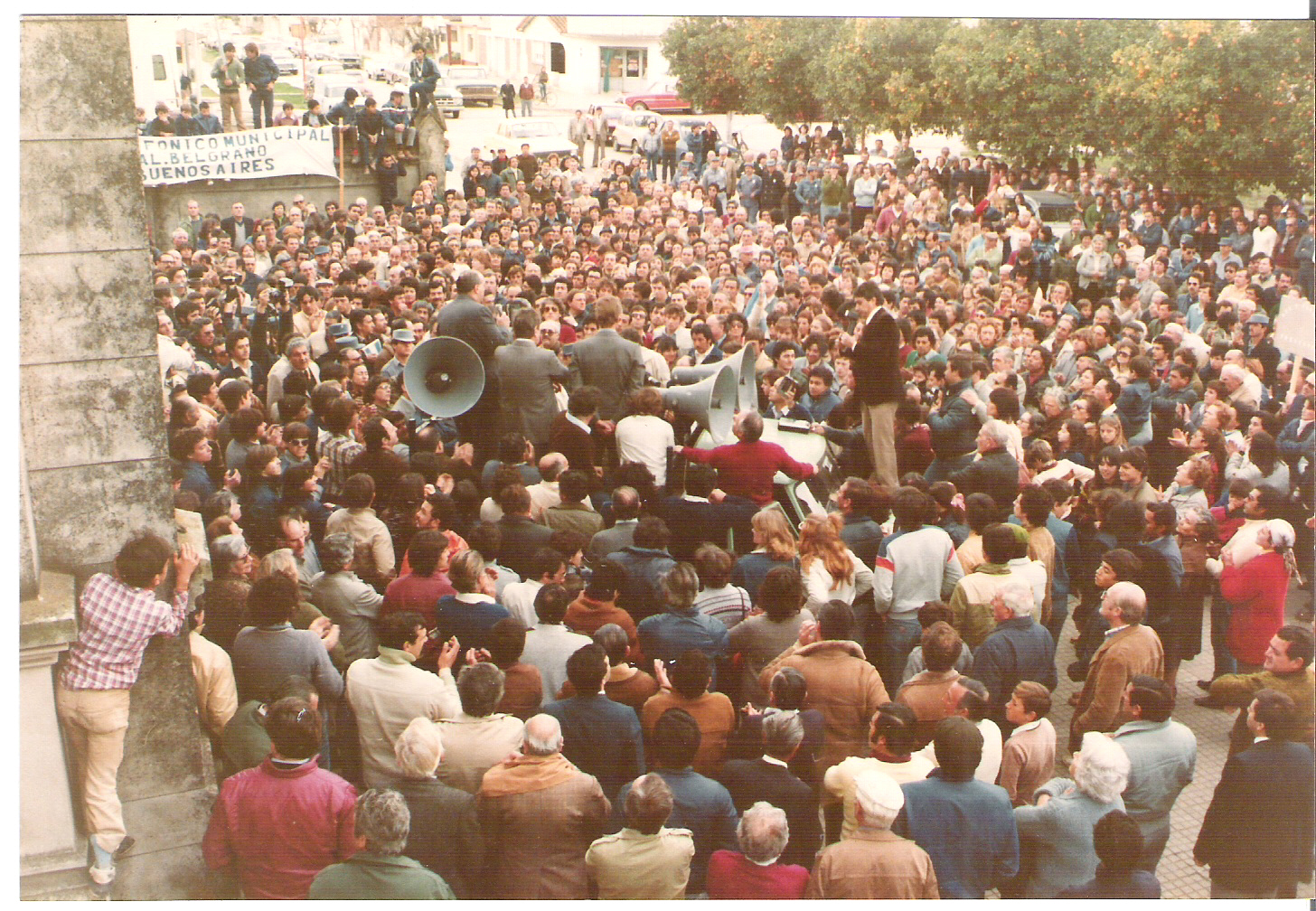
El «Pueblazo» del 5 de septiembre de 1983

En 1983, un sector de 111 hectáreas que incluían al Apiario Pedro J. Bover, manejado en aquellos años por el Ministerio de Asuntos Agrarios de la Provincia de Buenos Aires, además del antiguo parque de la ex Estancia Santa Narcisa y sus inmediaciones (en estado de abandono por años) pretendía ser vendido por el gobierno de facto instalado en el país.
El 3 de agosto de 1983, por decreto N.º 1111 firmado por Jorge Aguado, gobernador de la provincia de Buenos Aires, se ordena la venta del predio en la Colonia El Salado. Ante este acto inconsulto, el intendente municipal Dr. Daniel Finochietto, en defensa de los intereses municipales dicta la Ordenanza N.º 6 declarando de “utilidad pública afectado al dominio público municipal” aquel predio mencionado. Ante esta ordenanza que molestó al gobernador, el intendente fue reemplazado el 1 de septiembre por el Dr. D’Amore, funcionario de la ciudad de La Plata. En General Belgrano, el cambio de intendente fue rechazado por los ciudadanos, quienes se organizaron y tomaron la Municipalidad el día 2 de septiembre. El gobierno envió fuerzas policiales a desalojar el edificio municipal “a sangre y fuego”, pero al llegar al lugar del hecho, el jefe fue informado que las personas agrupadas no disponían de armas y que pacíficamente estaban reclamando la no venta de las tierras. El día 5, llegó a negociar el ministro de la Provincia Dr. Durañona y Vedia con el grupo de representantes de varios partidos políticos, miembros de instituciones y vecinos que adhirieron para nombrar un nuevo intendente que debía ser belgranense. Se realizó una movilización por las calles del pueblo finalizando en la Casa Parroquial de la Parroquia Inmaculada Concepción. 
Tras las protestas, se resolvió finalmente que Colonia El Salado seguiría siendo Patrimonio Municipal y se designó en el cargo de intendente al belgranense Francisco Ubaldo Bucci. El llamado «Pueblazo» fue considerado como un triunfo del pueblo y, años después, ha sido recordado a través de la creación en las tierras disputadas del Centro Educativo para la Producción Total N.º 1 (1989) y el Museo de las Estancias (1999) para demostrar el valor de las tierras reclamadas.

## Vías de enlace
- FF.CC.: FCGR, Estación General Belgrano (inactiva)
- Rutas Provinciales: RP 41, RP 29
- Micros: Vía Tac[7]- Unión Platense

## Límites
Al norte San Miguel del Monte, General Paz. Al este Chascomús, al sudeste Pila, al sudoeste Las Flores, al noreste Roque Pérez.

## Plazas
- Plaza Belgrano, entre Paso, Estrada, Moreno y Julio Llanos. Inaugurada el 22 de diciembre de 1929. Posee un monumento ecuestre a Manuel Belgrano. Ocupa parte de los terrenos donados por María Amestoy de Ochoa. El arbolado se compone de aguaribay, palo borracho, araucaria, ceibo, tilo.
- Plaza 1.º de agosto. En 1956 el comisionado municipal Raúl Risso consigue de "Ferrocarriles Argentinos" 50 m del cercado de terrenos en el tramo limitado por Av. Rivadavia y Av. Larrea. Allí se traza y se foresta la Plaza. En 1997 se construye un escenario al aire libre en la plaza, donde se desarrolla anualmente (desde hace 20 años) el "Festival Mayor de Tango y Folclore de General Belgrano". Por ley nacional 25411 se transfiere a título gratuito los terrenos de Ferrocarriles Argentinos (calles San Martín, Rivadavia, Larrea y Saavedra). El arbolado: tipa, sófora japónica, álamo, cedro, ciprés.
- Plaza Arturo Illia, Av. Larrea y Saavedra: Tiene un monumento de la escultora Jorgelina Galacer al Presidente Arturo Illia. Se inauguró en 1987. Y la escultura en mármol “La Anunciación” del escultor Arturo Dresco (la obra fue donada al pueblo de General Belgrano por los hijos del escultor, inaugurada el 8 de abril de 1970). Hay cedro, magnolia, ciprés, olmo.
- Plaza Alem: Av. Italia, Arenales, Escalada y Ayacucho. Se inaugura el 24 de enero de 1910. Cuenta con un monumento a Leandro N. Alem inaugurado el 24 de octubre de 1987 (escultora Jorgelina Galacer). Hay tilo, cedro, alcanforero.

## Monumento a General Belgrano
En el año 1909 se formó una comisión para la creación de un monumento al General Belgrano por la Srta. María R. Mallol.
El diario Imparcial en la fecha 24 de octubre publicó: “En el colegio N°1 se constituyó una comisión de Sras y Srtas, que recolectaron fondos para la elección de un monumento ilustre de independencia Argentina, Manuel Belgrano”
Esta comisión fue constituida por: Presidentes honorarios: Juan E. de la Fuente; Dr. José María Maggi; y el Sr. Adrián Burgueño.
Esta comisión trabajo todas las instituciones y el pueblo para recolectar fondos.
Al poco tiempo la comisión se sintió defraudada por la quiebra del Banco Español donde estaban depositados sus haberes de US$ 3.719,84 m/n de los que rescataron el 13%. Siguieron con su lucha a pesar de lo que sucedió, pero al fallecer 2 socias y el alejamiento de Mallol, tuvieron un periodo de 7 años de inactividad. Hasta que en la presencia del centenario de la muerte de Manuel Belgrano, se rehace la comisión en el año 1892 quedando así:

## Turismo
Con el paso de los años el turismo en General Belgrano se ha desarrollado hasta llegar a ser un punto muy recurrido por la gente con una gran variedad de actividades.
 Termas del Salado
Desde el año 2012, en este lugar donde las barrancas del río se hacen más notorias y la zona se viste de bajos y lomadas que nos regala la posibilidad del horizonte, el río y la puesta del sol , se emplaza un parque hidrotermal denominado termas del salado que cuenta con aguas hidrotermales de alta mineralización, salinas con alto porcentaje de sodio, calcio y sulfatos, con una temperatura en boca de pozo de 41 °C
Rio Salado:
Los puntos extremos de la ocupación hispánica en la región fueron al Sur el río de Tubichaminí (actualmente Río Salado Bonarense, el nombre "Tubichaminí" era guaranítico y aludía a un tubichá o cacique que recibía el apodo de Miní es decir "Chico", tal nombre le fue dado inicialmente a una reducción que se ubicaba en la margen izquierda o norte de la antigua desembocadura del actual Río Salado bonaerense en la Banda Occidental del estuario del Río de la Plata), más allá de la ensenada de Barragán, tal vez el río Sanborombón.
A un kilómetro de la ciudad se encuentra la zona costanera y balnearia de la ciudad sobre el río que ostenta ser el de mayor superficie sobre la provincia de Buenos Aires, el Río Salado.Su margen brinda amplias posibilidades como la práctica de pesca deportivo, paseos en canoas o kayak, etc. Debajo de una frondosa arboleda esperan bancos y mesas para aquellos turistas que deseen descanso y tranquilidad a orillas del río, entre otras cosas. Aquí se localizan dos balnearios: "Viejo" y "Nuevo". El "Viejo" se extiende desde la pasarela hasta el "Arroyito".
El "Nuevo" de 5 ha tiene un natatorio olímpico, y otro destinado a los niños, canchas de básquet, fútbol, vóley, confiterías, consultorio médico y área de asadores.
A mitad de ambos sectores está el Camping Municipal con foresta de muchos ejemplares y especies de vieja data (sauce, palmera, eucalipto, álamo, pino), con áreas de estacionamiento, asadores, proveeduría, restaurante, dos baterías de vestuarios, administración, energía eléctrica, servicio de vigilancia, cuadrilla de limpieza.
En tanto el sector de pescadores, de características naturales y de singular belleza, es comunicado por el camino compactado que une la Compuerta N.º 2 y el puente sobre la RP 29, llamado "Paso de la Baguala"
Cabe señalar las posibilidades de navegación del río, con pequeños botes, canoas.
El Bosque Encantado
Sobre la ruta provincial N.º 41 y a tan solo 13 kilómetros del casco urbano, se encuentra el “Paraje Colonia el Salado” un prado de 111 hectáreas.Quien llega a este majestuoso lugar conocerá el viejo parque de la ex estancia “Santa Narcisa” que fue diseñado por Carlos Thays, denominado“Bosque Encantado”Cultura Los atractivos culturales representan hoy un espacio fundamental en la ciudad, los festivales, las peñas folklóricas, el cine teatro, los museos, etc. Desde 1994 se viene realizando un importante festival, el “Festival Mayor de Tango y Folklore”.
Museo Histórico Municipal  “Alfredo Enrique Múlgura”

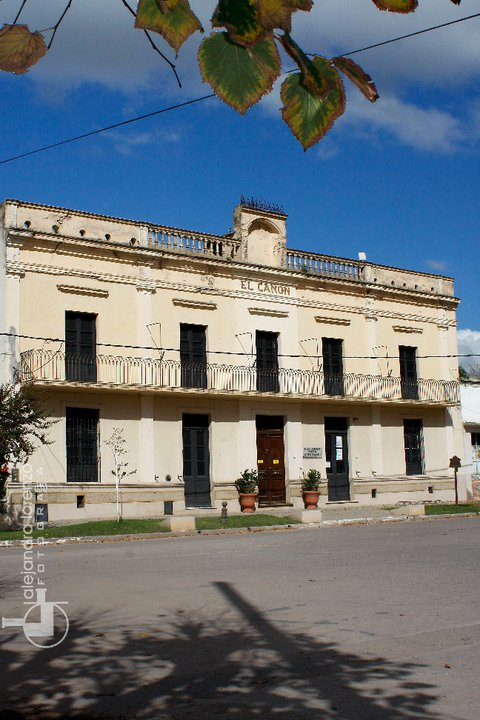
Fachada del Museo Histórico Municipal "Alfredo E. Múlgura".

El Museo Histórico Municipal "Alfredo Enrique Múlgura", es uno de los custodios del pasado belgranense. Esta vieja casona de gruesos muros revocados en barro, es un fiel exponente de la arquitectura del siglo XIX. Fue inaugurado como Museo Municipal el 1 de agosto de 1997, bajo la intendencia del Lic. Ricardo Buiraz. Se restauró gran parte del frente, pisos y aberturas, para albergar en aquella vieja vivienda de la familia Bruzzo, la colección de un vecino, belgranense por adopción, que fue el Sr. Alfredo E. Múlgura. Él fue fundador de un Museo de carácter privado, que se llamó "La Casa de los Recuerdos", y que funcionaba en un local de la Avenida San Martín. Con el correr del tiempo, junto a su esposa María Amelia Rodríguez, deciden donar a la Municipalidad de General Belgrano el acervo de aquel Museo. La colección pasa a ser de carácter público, y en aquella vieja panadería "El Cañón", se le da forma a una institución que ya lleva 16 años en el trabajo de rescate y revalorización de nuestras historias pueblerinas.
Museo de las Estancias
La principal casona de la vieja estancia ”Santa Narcisa”, fue restaurada y remodelada para ser convertida en el ”Museo de las Estancias”. Esto permitió revalorizar la actividad productiva de los antiguos pobladores de la zona y exponer en el museo las primeras herramientas que se utilizaron para trabajar la tierra Gastronomía Viejos edificios que antiguamente funcionaban como comercios de ramos generales, han sido remodelados y restaurados para ser convertidos en restaurantes.En estos edificios el visitante podrá observar sobre las paredes asentadas en barro la historia, la cultura y conocer las anécdotas de una ciudad de principios del siglo XIX. Con una doble pertenencia regional, por un lado a la cuenca deprimida del Río Salado, y por otro a un área en torno a la región metropolitana, ubicado en lo que sería el tercer cordón metropolitano, la ciudad recibe mini turismo muy importante de la Provincia de Buenos Aires.

## Defensa de la ciudad contra inundaciones
Dada la característica cíclica de inundaciones del río Salado, provocando deterioros en lo agropecuario como en lo turístico, el Municipio y la Provincia construyeron un emprendimiento de cambio del curso del río
En el año 1994, se inauguró el canal aliviador y la "Defensa de la Ciudad" con una cota de coronamiento de 1 m sobre la cota de creciente máxima y dos reguladores de control, en la zona de La Baguala (Compuerta N.º 1) y Playa Azul (Compuerta N.º 2), conformando en su conjunto el "Complejo Defensa de la Ciudad Ricardo Callegari".
Se aplicaron 500.000 m³ en el terraplén, 36 compuertas de 1 t c/u y 10 bombas sumergibles de 830 L/s

## Festividades
- 10 al 13 de febrero: Festival Mayor de Tango y Folklore
- 17 al 25 de febrero: Carnavales
- 1 de agosto: Aniversario de General Belgrano
- 2 de septiembre: Día del Pueblazo de 1983
- 5 al 7 de septiembre: Exposición de la Producción Total, "Colonia El Salado" CEPT N.º 1
- 16 al 21 se septiembre: Semana Joven
- 7 al 8 de diciembre: Encuentro Gaucho a las Costas del Salado
- 8 de diciembre: día de la Inmaculada Concepción "Patrona de General Belgrano"
- Entre junio y agosto "Premios Pampa" al Deporte y la Cultura